# Fariba Nawa
Fariba Nawa (Herat, Afganistán, 1973) es una periodista independiente afgano-estadounidense que creció tanto en Herat como en Lashkar Gah en Afganistán, así como en Fremont, California. 

## Biografía
Nació en Herat, Afganistán, en una familia afgana nativa que huyó del país durante la invasión soviética en la década de 1980. Es trilingüe en persa, árabe e inglés. Realizó un máster en Estudios del Medio Oriente y Periodismo de la Universidad de Nueva York. 
En 2000 se aventuró en el Afganistán controlado por los talibanes al colarse en el país a través de Irán. Vivió e informó desde Afganistán desde 2000 hasta 2007. También viajó mucho por Afganistán, Irán, Pakistán, Egipto y Alemania, informando sobre sus experiencias.
Su informe "Afganistán Inc." (en Corp Watch) es uno de los principales recursos utilizados en diferentes medios de todo el mundo mientras se debate la eficacia de los esfuerzos de reconstrucción en Afganistán. En el examina el progreso de la reconstrucción, descubre algunos ejemplos de dónde ha ido y dónde no ha ido el dinero, cómo funciona y no funciona el sistema de ayuda internacional, y cómo es realmente en los pueblos y ciudades donde los forasteros están reconstruyendo el campo devastado por la guerra. 

### Obras
Ha sido escritora independiente durante 15 años, cubriendo la guerra, la corrupción, los derechos humanos, las tendencias culturales de las mujeres y la crianza de los hijos para una variedad de periódicos y estaciones de radio de prestigio. Sus escritos han aparecido en una variedad de medios, incluidos The Atlantic, Newsweek, Sunday Times of London, Foreign Affairs, Daily Beast, Newsday, Mother Jones, The Village Voice, The Christian Science Monitor, San Francisco Chronicle y otros. También contribuye a estaciones de radio como National Public Radio (NPR).
Su libro Opium Nation publicado en noviembre de 2011, es su relato personal sobre el tráfico de drogas en Afganistán y cómo ha afectado a los pobres y desfavorecidos.

## Premios y reconocimientos
- 2012 Finalista de PEN USA en investigación de no ficción para Opium Nation.

- 2013 Logro en el servicio comunitario de Afghan Coalition.

- 2007 Proyecto censurado para informe de investigación Afganistán, Inc.

- 2005 Premio One World Broadcasting Trust Press por Las novias de los señores de la droga.

- 2004 Beca del Overseas Press Club por un ensayo sobre el narcotráfico en Afganistán,